# Moshannon (Pensilvania)
Moshannon es un lugar designado por el censo ubicado en el condado de Centre en el estado estadounidense de Pensilvania. En el Censo de 2010 tenía una población de 281 habitantes y una densidad poblacional de 513,55 personas por km².

## Geografía
Moshannon se encuentra ubicado en las coordenadas 41°2′4″N 78°0′24″O / 41.03444, -78.00667. Según la Oficina del Censo de los Estados Unidos, Moshannon tiene una superficie total de 0.88 km², de la cual 0 km² corresponden a tierra firme y (0%) 0 km² es agua.

## Demografía
Según el censo de 2010, había 281 personas residiendo en Moshannon. La densidad de población era de 513,55 hab./km². De los 281 habitantes, Moshannon estaba compuesto por el 99.64% blancos, el 0% eran afroamericanos, el 0% eran amerindios, el 0.36% eran asiáticos, el 0% eran isleños del Pacífico, el 0% eran de otras razas y el 0% pertenecían a dos o más razas. Del total de la población el 0% eran hispanos o latinos de cualquier raza.